# Фотоэлектронный умножитель

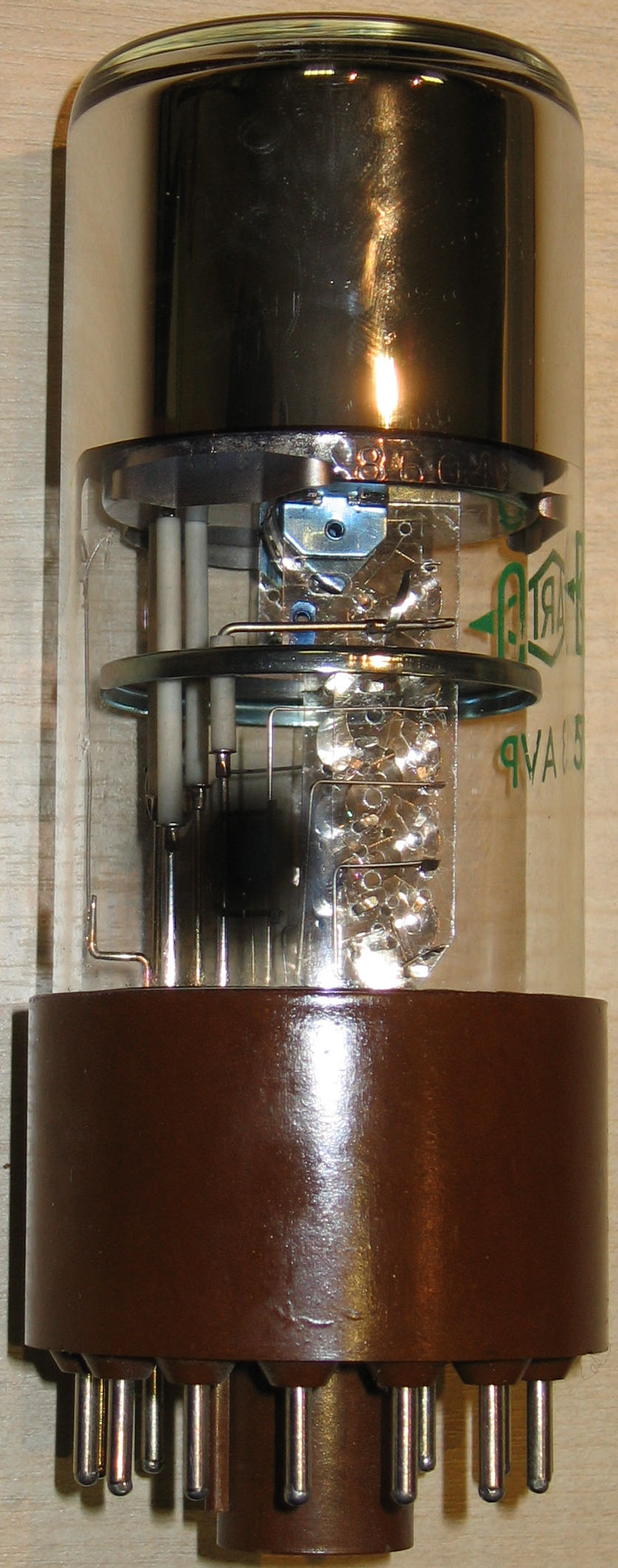
ФЭУ

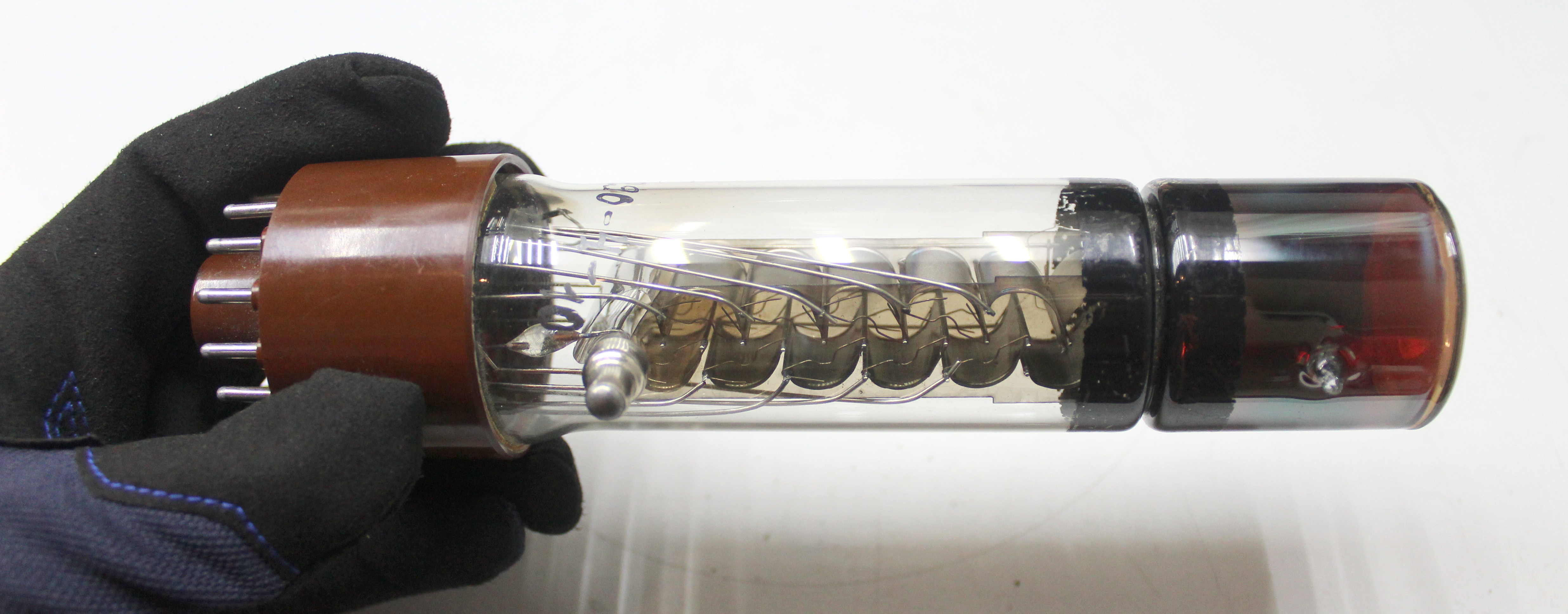
Фотоэлектронный умножитель, модель ФЭУ-29, предназначенный для сцинтилляционных детекторов. Слева расположен цоколь для подключения делителя. В центральной части виден каскад динодов, закреплённых на прозрачной слюдяной пластинке. Справа сурьмяно-натриево-калиево-цезиевый фотокатод в виде полупрозрачного напыления изнутри, вывод фотокатода находится прямо на баллоне ФЭУ.

Фотоэлектронный умножитель (ФЭУ, трубка Кубецкого) — электровакуумный прибор, в котором поток электронов, излучаемый фотокатодом под действием оптического излучения (фототок), усиливается в умножительной системе (вторично-электронный умножитель) в результате вторичной электронной эмиссии; ток в цепи анода (коллектора вторичных электронов) значительно превышает первоначальный фототок (обычно в 105 раз и выше). Фактически является комбинацией вакуумного фотоэлемента и вторичного электронного умножителя (как правило многоступенчатого). Впервые был предложен и разработан советским изобретателем Л. А. Кубецким в 1930—1934 гг.

## Конструкция

Схема ФЭУ с присоединённым сцинтиллятором

Типовая схема включения фотоумножителя с отрицательным источником питания. Резисторы последних ступеней умножения зашунтированы конденсаторами, так как при регистрации одиночных фотонов при высоких коэффициентах умножения на динодах возникает значительный импульсный ток, вызывающий нежелательное падение напряжения на резисторах делителя.

Фотоэлектронный умножитель состоит из входной (катодной) камеры (образуется поверхностями фотокатода, фокусирующих электродов, первого динода), умножительной динодной системы, анода и дополнительных электродов. Все элементы размещаются в вакуумном корпусе (баллоне), чаще всего баллон снаружи покрывается непрозрачной чёрной краской для защиты от возможной нежелательной засветки, а для защиты от внешнего магнитного поля, ФЭУ иногда экранируется пермаллоевым зкраном.
Наиболее распространены ФЭУ, в которых усиление потока электронов осуществляется при помощи нескольких специальных электродов изогнутой формы — «динодов», обладающих коэффициентом вторичной эмиссии больше 1. Для фокусировки и ускорения электронов на анод и диноды подаётся высокое напряжение (600—3000 В). Иногда также применяется магнитная фокусировка, либо фокусировка в скрещенных электрическом и магнитном полях.
Существуют фотоэлектронные умножители с полупроводниковыми умножающими элементами (гибридные), принцип действия которых основан на явлении ионизации атомов полупроводника при его бомбардировке электронами.
В зависимости от конструкции динодной системы ФЭУ разделяются на:
- системы на дискретных динодах с электростатической фокусировкой электронных пучков (наиболее часто используемые диноды коробчатые, ковшеобразной и тороидальной формы),
- системы на дискретных динодах сквозного типа (динодами являются сетки, жалюзи, плёнки),
- системы на распределённых динодах (пластинчатые, щелевые и трубчатые).

## Основные параметры ФЭУ
- Световая анодная чувствительность (отношение анодного фототока к вызывающему его световому потоку при номинальных потенциалах электродов), составляет 1—104 А/лм
- Спектральная чувствительность (равная спектральной чувствительности фотокатода, умноженной на коэффициент усиления умножительной системы, лежащий обычно в пределах 10³—108) (до 1011)[2];
- Темновой ток (ток в анодной цепи в отсутствие светового потока), как правило, не превышает 10−9—10−10 А.

## Применение
- Фотометрия
- Спектрометрия
- сцинтилляционные счётчики;
- Световая микроскопия
- Ядерная физика — в установках для изучения кратковременных процессов (временные ФЭУ);
- Оптика, телевидение, лазерная техника.
- Хемилюминесценция.
- Физика элементарных частиц — для регистрации нейтрино (Проекты "Полтергейст", AMANDA).